# Баллада о танкистах
«Баллада о танкистах» (пол. Ballada o pancernych), также известная как «Беспокойные дожди» (пол. Deszcze niespokojne) — песня на польском языке на стихи Агнешкой Осецкой, музыка Адама Валяциньского. Песня была создана как музыкальная тема для польского военного телесериала «Четыре танкиста и собака», который транслировался с 1966 по 1970 год, и вместе с сериалом приобрела популярность в Польше и других странах социалистического лагеря. Испонитель в сериале — Эдмунд Феттинг.

## История
Песня была создана для военного телесериала «Четыре танкиста и собака», который транслировался на канале Польское телевидение (Telewizja Polska) с 1966 по 1970 год. Первоначально в качестве композитора в сериал был приглашён Войцех Киляр. Однако вскоре он ушел из постановки, и его заменил Адам Валяциньский, предложивший музыкальную тему для сериала. Поначалу мелодия не заинтересовала руководителей телесети. Они изменили свое мнение о музыке после того, как Валацинский попросил Агнешку Осецку написать текст, а Эдмунд Феттинг исполнил его.
Баллада в исполнении Феттинга стала увертюрой к каждой серии телефильма, при этом первый куплет был опущен, исполнялись только второй и третий. В сериале прозвучали две версии песни: первая, с гитарным аккомпанементом, — в первом сезоне, вторая, под аккомпанемент оркестра, — в остальных сезонах.
Песня также была переведена для чешского и немецкого дубляжа «Четырёх танкистов и собаки».